# Roy-Boissy
Roy-Boissy é uma comuna francesa na região administrativa de Altos da França, no departamento de Oise. Estende-se por uma área de 10,96 km². Em 2010 a comuna tinha 319 habitantes (densidade: 29,1 hab./km²).